# Sang-csing iskola

## Bevezetés

Jin és jang szimbóluma, eredeti színekkel

Jin és jang szimbóluma, fontos taoista jelkép

A Shang Qing iskola (egyszerűsített kínai: 上清; hagyományos kínai: 上清; pinjin (pinyin): shàngqīng ; magyar népszerű: Sang Csing), más néven Legfőbb Tisztaság iskola, a taoizmus egyik fő iskolája. Az iskola központja a Mao hegyen, kínaiul a Mao san (Mao shan) (egyszerűsített és hagyományos kínai: 茅山; pinyin: Máo shān) volt, amelyen számtalan szentély, emlékmű, templom épült, és a barlangoknak is különleges szerep jutott. Az egykori székhelyéül szolgáló hegy miatt, Mao san (Mao shan) iskolának is nevezik. Alapítása az i. sz. IV. századra tehető, hosszú virágzást követően az i. sz. XIV. században kezdett el hanyatlani, mikor a Mennyi Mesterek (egyszerűsített kínai: 天师; hagyományos kínai: 天師; pinyin: Tiān Shī) iskolája újból népszerűségre tett szert. Az iskola nagy hangsúlyt helyezett az egyéni meditációra, a vizualizációs technikákra, és a szent szövegekre, melyek segítségével a gyakorló megvalósíthatta a kozmikus egységet, és elérhette a halhatatlanságot, a kínai mitológia Nyolc halhatatlanjához hasonlóan.

## Az iskola története
Az i. sz. IV. század végén alakult, ki az első szigorú értelemben vett iskola, amely szövegek átadásának szigorú rendjén alapult. A mester-tanítvány kapcsolat itt is kiemelt szerepet kapott, de nem elsősorban a szóbeli átadás fontossága miatt, mint a legtöbb szellemi iskola esetében, hanem a szövegek átadása volt a fő funkciójuk. 
Alapítója Jang Hszi (Yang Xi) (egyszerűsített kínai: 杨羲; hagyományos kínai: 楊羲; pinyin: Yáng Xī) (330-386) akiről keveset tudunk, egy ősi déli arisztokrata klán pártfogoltja volt. A hagyomány szerint 364 és 370 között az istenek és a szellemek diktálták le neki a legkorábbi szövegeket. Annyit bizonyos, hogy ezeket nem transzban írta, mint egy médium, amely írásokat aztán egy papnak kellett értelmeznie. A szövegek koherensek, és kiemelkedő irodalmi minőségűek. Emelkedett szellemiségének bizonyítékaként hátramaradt kalligrafikus írásait tartják, melyet a korszakban sokan csodáltak. Kapcsolat fedezhető fel a Mennyei Mesterek iskolájával, és annak rituáléival is. 

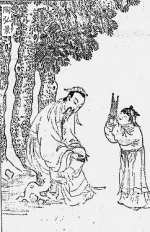
Tao Hongjing

 Ezenkívül biztosan befogadott elemeket a buddhizmusból és a későbbi Ling pao (Ling bao) (egyszerűsített kínai: 灵宝; hagyományos kínai: 靈寶; pinyin: Líng Bǎo) iskolából. Ideológiai harcban álltak mind a már említett Mennyei Mesterek iskolájával, mind a népi vallásosság irányzataival. Kezdetben, a déli arisztokrácia köreiben, hamar követőkre talált az új irányzat. A helyi nemesi családok új összekötő erőre is leltek, a szent szövegek eskütétellel egybekötött átadásában. Ez politikailag is fontos volt, az északról betelepült császári udvar, és az azt kísérő idegen urak befolyása miatt, akik magukkal hozták a Mennyei Mesterek tanait. A kínai történelem viharos korszaka volt ez.
Az iskola egyik legnagyobb alakja, Tao Hungcsing (Tao Hongjing) (egyszerűsített és hagyományos kínai: 陶弘景; pinyin: táohóngjǐng) (456-536) aki összegyűjtötte, hitelesítette, szerkesztette, és terjesztette a szent szövegeket. Emellett mélyen tisztelte a buddhizmust, és kiemelkedő gyógynövény szakértő is volt. Szoros kapcsolatban állt a Liang Vu-ti (Liang Wudi) (hagyományos kínai: 樑武帝; egyszerűsített kínai: 梁武帝; pinyin: Liáng Wǔ dì ) (502-549) császárral is. Az iskola tanai a VI. században elterjedtek az északi területeken is. A VI.-tól a X. századig a Sang csing (Shang qing) volt a legbefolyásosabb taoista iskola, és több császárral is szoros kapcsolatot ápoltak az iskola pátriárkái. A IX. századra az iskola szövegei irodalmi körökre is nagy hatást gyakoroltak, sok korabeli irodalmi szöveg nem értelmezhető az iskola tanainak ismerete nélkül. A XIII.-XIV.-ban azonban az iskola elvesztette jelentőségét, és az ismét feléledő Mennyei Mesterek iskolája tett szert vezető szerepre.

## Az iskola tanai, és módszerei
Nagy hangsúlyt helyeztek a különböző belső gyakorlatokra, ami fontos szerephez juttatta a főként vizuális jellegű meditációt. 
Más iskolákhoz képest, kisebb szerepet tulajdonítottak a külső gyakorlatoknak, és a külső szerek alkalmazásának, habár továbbra is gyakorolták azokat, mint az életerő táplálásának módszerét. Ez az alapvető energia, ami mindent éltet és formál, a kínai gondolkodásban jelentős szerepet játszó Csi (Qi) (egyszerűsített kínai: 气; hagyományos kínai: 氣; pinyin: qì), amit a gyakorlónak mindenáron meg kell őriznie, és irányítását mesteri szintre kell fejlesztenie.

A Qì klasszikus kínai írásjegye

Módosították az addig használt alkímiai eljárásokat, itt is nagyobb hangsúlyt kaptak a belsőbb műveletek. Az istenek külsődleges megidézése helyett is, inkább önmagukban invokálták azokat, és a beavatott egyesült velük, nem pedig parancsolt nekik. A megszabaduláshoz az adeptus önmagáról és a világról alkotott képének megváltozásán át vezetett az út, nem pedig a gonosz erők elleni harcon át. Az istenek közvetítőkké váltak, akik átadják az égi birodalmak kulcsait, és isteni párákkal táplálták őket. Himnuszok is születtek az istenekhez. A bölcs alakja, aki emberfeletti képességekkel rendelkezik, ebben az iskolában is jelentős volt. A gyakorlatokat a, külön erre a célra fenntartott, és már a Mennyei Mestereknél is alkalmazott Tisztaság Kamrákban végezhették. Az ott végzett gyakorlásnak, szerintük ugyanolyan értéke volt, mint a korábbi irányzatokban a hegyek magányában végzett gyakorlatoknak, sőt, kijelentették az ősi szertartások külső végrehajtására többé semmi szükség. 
Több más taoista iskolához hasonlóan használták az alkímia egy úgynevezett belső változatát is, ami a nyugati alkímiával összevethető, bár eddig nem sikerült közvetlen kapcsolatot kimutatni a kínai és a nyugati alkímia között. A kínai belső alkímia, a Nejtan (Neidan) (egyszerűsített és hagyományos kínai:内丹 ; pinyin: nèidān), mely később a Sang csing (Shang qing) iskolára is hatással volt, a szövegek alapján az i. sz. VIII. században kezdett kibontakozni. Ezek már inkább a belső technikákra helyezték a hangsúlyt, és eme gyakorlatok alapját a Ji Csing (Yi Jing) (hagyományos kínai: 易經; egyszerűsített kínai: 易经; pinyin: Yì jīng ), azaz a Változások könyvének trigramjai alkották, amit belsőleg realizáltak. 

Fu Xi (Fu Hszi) nyolc trigramja, a 64 hexagram alkotóeleme

 Ez az irányzat is készített elixíreket, főleg a Kilenc Kör Elixírjét, amely nagyban hasonlított a korábban kínai alkímiával foglalkozó Ko Hung (Ge Hong) (egyszerűsített és hagyományos kínai: 葛洪; pinyin: Gě Hóng) (283–343) mester által megadott recepthez. Emellett még főleg az úgynevezett Langgan elixírt, és a Négyrétű Virágzó Elixírt készítették. Ezek mindegyike a halhatatlansághoz segítette volna hozzá azok előállítóját.A morális tisztaságnak, az erkölcsösségnek fontos szerepet tulajdonítottak, de nem mint önmagában vett értékként tekintettek rá, hanem mint gyakorlati eszközre, ami alapja lehet a további lépéseknek. Kozmológiai vonalon, kiemelt rangot tulajdonítottak az Embernek az élőlények között, mint összekötő elemnek az Ég és a Föld között.

### Vizualizáció
A vizualizációk nem önkényesen zajlottak, a Sang csing (Shang qing) szövegek részletesen leírták, milyen vizualizációkat kell kifejleszteni a gyakorlónak, meghatározták a vizualizációban milyen háttérrel, milyen cselekménynek kell lejátszódnia. Az imaginnáció ezen szférája, félúton áll a testi világ, és az elmélet között. Közvetítő a megfogható valóság, és a felfoghatatlan realitás között, ahol a szellemek testi formát, a testek pedig szellemi formát öltenek. A képek ereje megváltozik, amikor a gyakorló elmélyülten foglalkozik vele. A nagy metafizikai és ontológiai kérdésekkel képileg is tudtak foglalkozni, azokat ezen az úton megfejteni. Ezek egyik fontos eleme a három energiaközpont elmélete, és az azzal való vizualizációs munkálkodás, melynek segítségével elérhető az Egy, a Taó (Dao) állapota. A vizualizációs gyakorlatok mellé sokszor különböző légzéstechnikák is társultak. Legalább ennyire fontos elv, hogy nem pusztán elvont absztrakt képeket és ideákat szemlélnek, hanem egy új test képet is kialakítanak, az előrehaladott gyakorló teljesen másképp tekint testére, másképp érzékeli, és éli meg a testben létet, mint a gyakorlás előtt.

### Az ősök és a végső cél

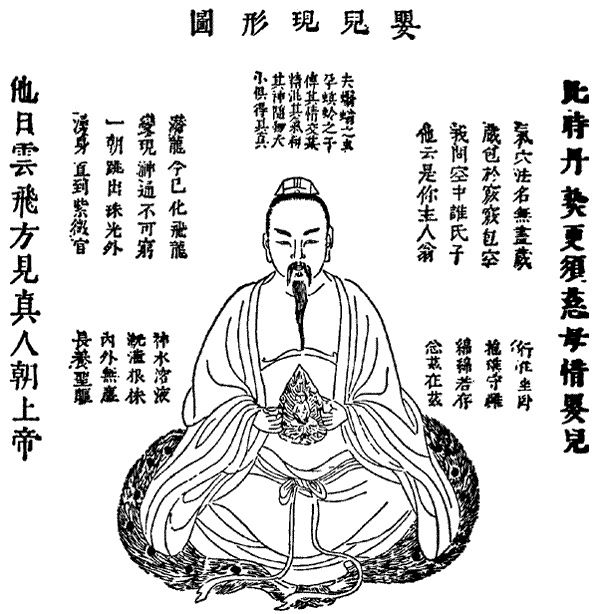
Taoista beavatott halhatatlan lelke

Az ősöknek is nagy szerep jutott a megvalósító útján, mert a kínai felfogás szerint az egyén soha nem független a családjától, részesül egyfajta kollektív identitásban. Az ősök esetleges bűneit is a törekvőnek kell jóvá tenni, azonban ő az, aki egyúttal a megszabadulást is biztosítani tudja a számukra. Az egyén megszabadulása elválaszthatatlan az ősök megszabadulásától. Ez a cél, egyszerre kozmikus és misztikus cél. Azonkívül, hogy mindenféle mágikus képesség birtokosa, emellett gyakorlatilag egy testi sebezhetetlenség birtokosává is válik, megismeri a végső igazságot, s eggyé válik a már említett Taó (Dao)val (egyszerűsített és hagyományos kínai: 道; pinyin: dào). Ez voltaképpen a halhatatlansággal egyenlő, és egyes kifejezések túlmutatnak a kozmosszal való egybeolvadáson. Az iskola tanai szerint a megszabadulásunk a saját kezünkben van, nélkülöz minden más emberi közvetítőt, a részvétel a cél kivívásában közvetlen, aktív. Így a törekvőnek több szinten kell helytállni, egyszerre van egy kollektív lénye, és egy egyéni saját személye, aki kizárólagosan felelős az úton előrehaladásért. Ez egy látszólagos ellentét, ugyanez a helyzet a szövegek birtoklásával, amely a tanítások szerint, mutat egy eleve kiválasztottságot. Ugyanakkor ez nem egy automatikusan végbemenő folyamat, mert előírnak kötelező fokozatokat, és gyakorlatokat.

### A szövegek szerepe
Az egész taoizmuson belül ezen iskolában helyezték a legnagyobb súlyt a szövegekre. 

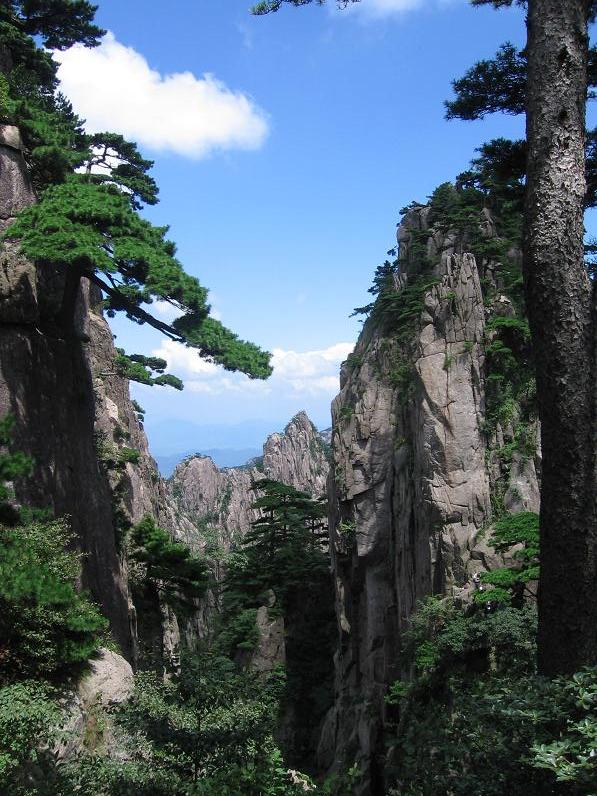
Látkép a Huang-san hegyen, a kínai hagyomány egyik szent hegyén

 A kínai írásnak és az írott szövegnek a kínai kultúrán belül mindig nagy jelentősége volt, kezdetben az írásjeleknek szakrális szerepe volt, melyet a kínai jóslócsontok is bizonyítanak. A korábban már említett Jang Hszi (Yang Xi) egyik legfontosabb és első kérdése, amit égi látogatóinak feltett a szövegek eredetére vonatkozott. Beavatói szerint a csing (jing) (egyszerűsített kínai: 经; hagyományos kínai: 經; pinyin: jìng ), vagyis a szöveg nem más, mint az Őseredeti Lélegzet összesűrűsödött formája, és a világ keletkezését is megelőzi. A valós fizikai szövegek az Ég kegyének megnyilvánulásai, lenyomatok, jelképek, az eredeti szövegek azonban az Égben maradtak. A legendák szerint ilyen szent szövegekre barlangokban, szent hegyekben is akadhatott a kereső, s ha nem is a fizikai térben, de eksztatikus utazásai során mindenképpen, hiszen a földi, anyagi hegyek is csak az égi hegyek leképeződései. A szövegek lemásolása, akárcsak azok hangos recitációja, szent cselekedetnek minősült. A szövegek átadása több napos böjt és megtisztulási szertartások után adta át a mester, négyszemközt, a tanítványnak. Az átadást a tanítvány mesternek átnyújtott ajándékai kísérték. Ezt a fizetséget, az alázat jelképét, zálognak nevezték. Gyűrűket és pecséteket törtek ketté, melynek egyik felét a mester, másik felét a tanítvány tartotta meg. A két kettétört felet összeillesztve igazolhatták a hitelességet, és feltehetőleg a két rész mágikus egybetartozása, a mester és tanítvány közti köteléket is szimbolizálhatta. Emellett a tanítvány esküt tett, hogy a szövegek tartalmát, jó ok nélkül, soha nem fedi fel mások előtt. A szövegeket csak a kiválasztott keveseknek lehetett átadni. A szövegek ereje csak akkor érvényesült, ha szabályos átadás után kapta meg, ha ellopták, akkor valójában nem voltak méltók erre az erőre, így nem is kapták meg soha. A mester feladata ebben a rendszerben inkább a szövegek átadása volt, és az átadott szövegektől függött ki milyen fokon helyezkedett el a beavatási hierarchiában.

#### Tatung Csencsing(Dadong Zhenjing)
Ez Tatung Csencsing (Dadong Zhenjing) (egyszerűsített kínai: 大洞真经; hagyományos kínai: 大洞真經; pinyin: dàdòngzhēnjìng ) az egyik legfontosabb alapszöveg. A legendák szerint ez a szöveg egyenesen a legelső, primordiális energiából született meg, a Göncölszekér csillagképben, és közvetlen kapcsolatban állnak az istenségekkel. A tung (dong) (egyszerűsített és hagyományos kínai: 洞; pinyin: dòng) kifejezés egyszerre bír a barlang, mélyedés, mélység, átkelni, kommunikálni jelentéssel. A barlangok különösen nagy jelentőséggel bírtak a taoizmusban, a Sang csing (Shang qing) iskola foglalkozott először részletes leírásukkal. Kincseket rejtenek, sőt egyenesen más világokba vezetnek. A taocang (daozang) (egyszerűsített és hagyományos kínai: 道藏; pinyin: dàozàng), vagyis a Taoista Kánon, három részét szintén barlangnak nevezik. A szöveg recitálása előtt meg kell idézni számos istenséget, azok közbenjárását, védelmét kérve, majd vizualizációs gyakorlatokat végezve foghat neki a szövegnek. Ebből látható, hogy nem egy közönséges olvasás, racionális értés és elemzés az, amivel ezek a szövegek hasznára válhatnak a gyakorlónak. 

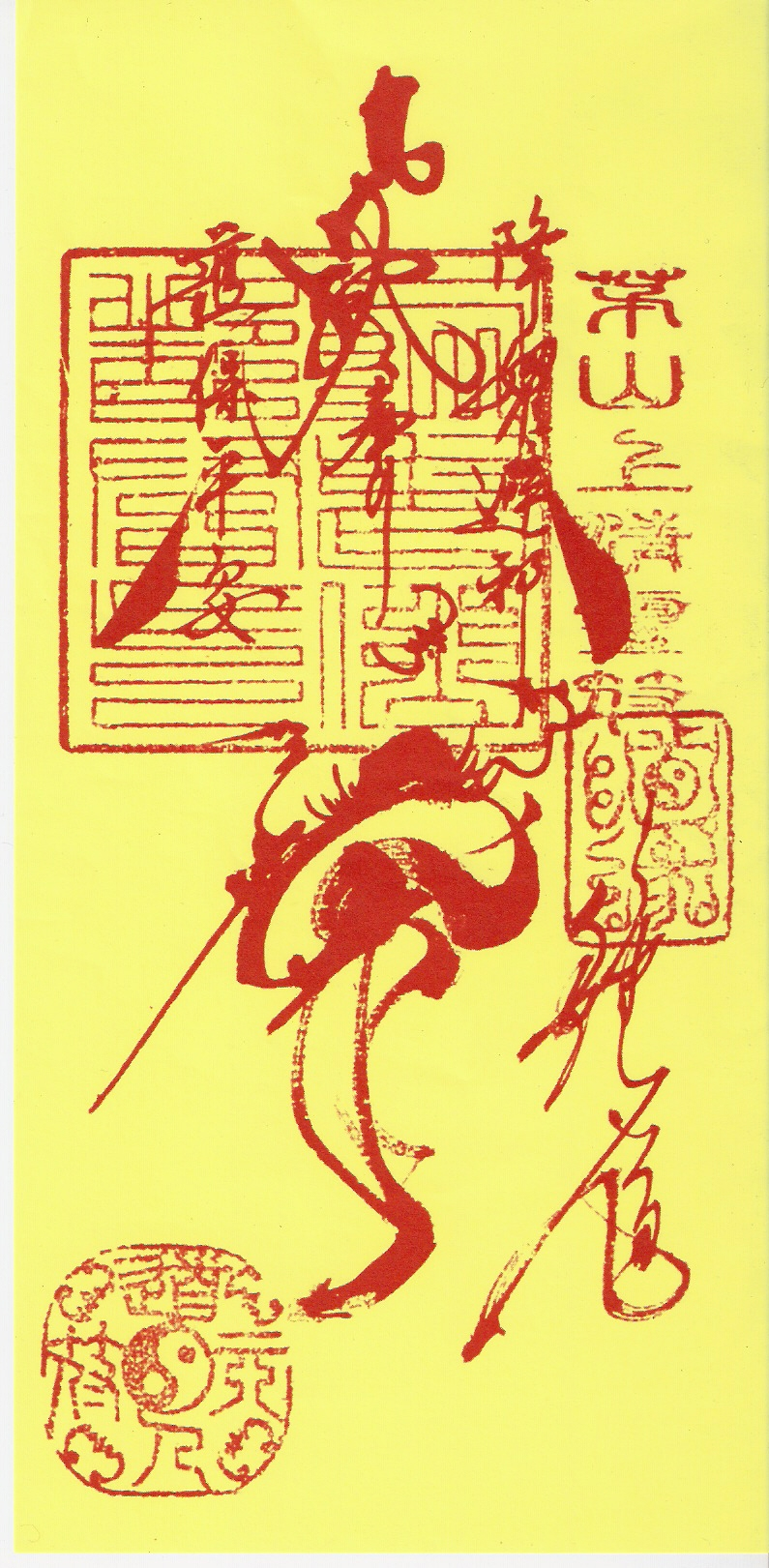
Taoista talizmán

A gyakorlat lényege, hogy összeköttetést teremtsen a test 39 istenségével, és az általuk jelképezett égi és testi hatóerőkkel. A test egyszerre lesz az égi szellemek lakóhelye, és az átalakulás alapanyaga is.
A Sang csing (Shang qing) tanítások szerint a beavatott uralja a test összes istenségét, az „embrió esszenciája, az átalakítás mestere” lesz. Léteznek úgynevezett embrionális csomók, amelyek az öregségért és a halálért felelősek, s ezeket feloldva, az energia szabadon áramolhat. A halál tehát már a kezdetektől az emberben van, s újra keresztül kell menni a terhesség, és a születés szakaszain, de immár ezt a folyamatot kézben tartva, éberen átélve. Ebből következőleg az életünk sem a biológiai szüleinktől származik, hanem az egy égi Atyától és Anyától. Ha nem sikerül elérni a teljes megszabadulást az életben, de a törekvő már egy bizonyos rangot elért, bizonyos képességeket megszerzett, akkor az iskola tanai szerint lehetőség van a további lépések megtételére a halál után is.

### Eksztatikus utazások
A Sang csing (Shang qing) iskola módszerei között szerepelnek az eksztatikus utazások is, amelyek során a technikák ismerője beutazhatja a világot, a bolygókat, a csillagokat, különleges szent helyeket, hegyeket, barlangokat kereshet fel, szörnyetegekkel találkozhat, csodákat tapasztalhat, és különféle erőkre tehet szert. Ezen utazások egyik csúcspontja a Göncölszekér (Ursa Maior) csillagainak meglátogatása, amely kiemelt szerepet tölt be a taoizmusban Ereje hatalmas, nyelének látványos mozgásával irányítja és jelöli ki a természetes harmóniát. Ezekhez az utazásokhoz különféle segédeszközök, útleírások, térképek, és talizmánok voltak szükségesek, emellett ismerni kellett a meglátogatni kívánt istenségek és az átlépni kívánt kapuk neveit. Egy elmélyült belső szemlélés során lehetséges ez az utazás, melyet az adeptus kiegészít egy másik technikával, amivel a világot magához hívja, hogy szobája, és saját teste tartalmazza azt.

## Lásd még
- Kínai írás
- Kínai jóslócsont
- Alkímia
- Nyolc Halhatatlan
- Lao-ce
- Taoizmus
- Wenzi
- Csuang-Csou
- Ji King
- Kínai filozófia
- Jin és Jang
- Kína történelme

## Külső hivatkozások
- Shangqing (Isabelle Robinet), entry from The Encyclopedia of Taoism
- Tao Hongjing (456-536)
- 'The Rise of the Tao', New York Times Magazine
- Daoist Mystical Philosophy
- Daoist Meditation
- Neijing Tu
- Taoist Immortal
- Tao Hongjing Encyclopedia Britannica
- Ge Hong
- Celestial Masters
- Qi